# Iakov Boutkov
Iakov Boutkov (en russe : Яков Петрович Бутков) (1815 -1820-1821 (?), Gouvernement de Saratov — 28 novembre 1856, Saint-Pétersbourg) est un écrivain russe.

## Biographie
Boutkov est né dans une famille bourgeoise. Il ne reçut pas de formation scolaire régulière, mais ses études personnelles lui ont permis d'atteindre un niveau élevé en matière littéraire. Au début des années 1840, il se rend à pied dans la capitale, s'y installe et commence à publier petit à petit dans la presse. Bientôt, il est en mesure de trouver du travail dans le domaine littéraire et attire l'attention d'un éditeur-rédacteur de talent de la revue Annales de la Patrie : Andreï Kraïevsky, qui publie ses articles dans sa revue.
Quand Boutkov est appelé au service militaire, comme il n'est pas privilégié par une exemption, il doit s'exécuter. Mais Kraïevsky réussit à l'exempter de la conscription malgré tout en rachetant celle-ci en échange du statut de pigiste dans sa revue. Pauvre, sans relations, timide de nature, Boutkov s'astreint à cette servitude pour dette vis-à-vis de son éditeur et se comporte à son égard avec respect comme on le ferait pour un protecteur.
Il vit dans la pauvreté et la faim, porte des guenilles, il tombe malade et meurt à l'hôpital Sainte-Marie-Madeleine à Saint-Pétersbourg, le 28 novembre 1856, quasi oublié de tous.
Apprenant sa mort, Fiodor Dostoïevski dépeint Boutkov sous les traits de Vassia Choumkov dans son récit Un cœur faible, et aussi dans Le Double (Goliadkine), Le Rêve de l'oncle dans son roman Humiliés et offensés, et il écrit à son frère de Sibérie : « Cher ami, comme c'est triste, ce pauvre Boutkov ! Il est donc mort ! Mais qu'est ce qui a bien pu lui arriver pour mourir dans cet hôpital ! Quelle tristesse ! »

## Œuvre
L'œuvre de I. P. Boutkov occupe une place importante dans la littérature de l’« école naturaliste », des années 1840 en Russie.
Le thème principal de ses œuvres est celui de la lutte du petit citoyen, pauvre, pour résoudre ses besoins matériels, dans la vie bureaucratique de la capitale. Les scènes typiques de ses récits sont des piteuses auberges, des bureaux de marchands, des études d'huissiers, où les petits tremblent devant les employés, les fonctionnaires, les greffiers. Boutkov écrit dans un langage expressif précis et tendu.
Le début de l'activité littéraire de Boutkov a été marqué par le recueil Les attiques de Saint-Pétersbourg (1845-1846).
Vissarion Belinski reconnaît les talents de Boutkov :

« Ses talents sont purement satiriques et pas humoristiques. Il est dépourvu de profondeur, de créativité, de force. Mais il n'en est pas moins doué d'un esprit et d'un sens de l'observation et, par endroits, de finesse et d'esprit comique…  Cordial, capable de compassion pour son voisin, ou pour qui que ce soit parmi son prochain, du moment qu'il est malheureux. »

Certains de ses contemporains, en particulier Faddeï Boulgarine, ont placé ses talents au dessus de ceux de Nicolas Gogol dans Le Manteau ou Dostoïevski dans Les Pauvres Gens.
Boutkov était un prolétaire et mourut dans la misère, sans que ses talents aient été reconnus comme il le méritait. Mais il était doué d'un bel esprit d'observation au sein de « la littérature humanitaire », de « la ligne philanthropique ».
Parlant du développement de la littérature Vissarion Belinski écrit encore : « La littérature des pauvres ne brille pas par des noms de génie, tandis que la littérature de riches est elle toujours : soit le produit du génie, soit le produit de médiocres et de vulgaires. Des talents ordinaires sont indispensables pour la richesse de la littérature et plus il y en a, mieux c'est pour elle. » Le talent de Boutkov qui lui a permis d'exprimer si clairement sa sympathie vive et sincère pour le peuple démuni est l'une des preuves de la richesse de la littérature russe, de son aspiration permanente à s'intéresser aux profondeurs de la vie des gens.

## Titres
- Les attiques de Saint-Pétersbourg
- Avertissement sur les attiques de Saint-Pétersbourg
- L'honnête homme
- Lentotchka
- L'homme respectable
- Bitka
- Un couple particulier
- Nouvel an
- Un homme sombre
- Perspective Nevski ou le voyage de Nestor Zaletaev (1848)
- Une étrange affaire (1849)
- Une bonne place
- Cent roubles
- Idylle de la steppe (1856)